# Aeroportul Wilbarger County
Aeroportul Wilbarger County (IATA: WIB, FAA LID: F05) este un aeroport din Texas, Statele Unite ale Americii ce deservește zona Vernon⁠(d). Aeroportul a fost tranzitat în 2017 de 2 pasageri.
Situat la o altitudine de 386 m, aeroportul dispune de 2 piste.

## Infrastructură

### Piste
Aeroportul dispune de 2 piste. Pista 02/20 are suprafața de asfalt și dimensiunile 5.099 picioare × 100 picioare. Pista 16/34 are suprafața de asfalt și dimensiunile 4.304 picioare × 80 picioare. 